# Orbiting Solar Observatory

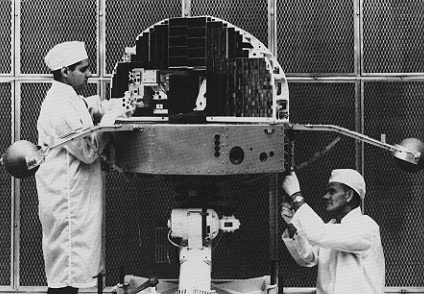
OSO 4

El Programa del Observatorio Solar en Orbita (en inglés: Orbiting Solar Observatory, abreviado OSO) fue el nombre de una serie de telescopios espaciales estadounidenses destinados principalmente a estudiar el Sol, aunque también incluían importantes experimentos no solares. Ocho fueron lanzados con éxito a la órbita terrestre baja por la NASA entre 1962 y 1975 utilizando cohetes Delta. Su misión principal era observar un ciclo de manchas solares de 11 años en espectros UV y de rayos X. Los siete iniciales (OSO 1–7) fueron construidos por Ball Aerospace, entonces conocida como Ball Brothers Research Corporation (BBRC), en Boulder, Colorado. OSO 8 fue construido por Hughes Space and Communications Company, en Culver City, California.